# Unión Tarija
Maillots
Le Club Unión Central est un club bolivien de football basé à Tarija.